# 빅토르 치불렌코
빅토르 세르게예비치 치불렌코(우크라이나어: Віктор Сергійович Цибуленко 빅토르 세르기요비치 치불렌코[*], 러시아어: Виктор Сергеевич Цыбуленко, 1930년 7월 13일 ~ 2013년 10월 19일)는 전 소비에트 연방의 창던지기 선수이다.
키예프주 파스티우에서 태어난 치불렌코는 키예프 시에 있는 육군 스포츠 사회 클럽에서 훈련을 받았고, 1952년 헬싱키 올림픽에 데뷔하였으나 4위에 머물고 말았다.
멜버른 올림픽에서 3위를 하다가, 4년 후 로마 올림픽에서 금메달 획득에 성공하였다.
명예의 배지 훈장(1957), 노동의 붉은 깃발 훈장(1960)이 수여되었다.